# Cerro de Marilonza
El Cerro Cerro Marilonza y su ladera sur, el Cerro Papelón, son parte de una formación de montaña ubicada en una exclusiva región natural al norte de Portuguesa, a poca distancia al oeste de Ospino, en el occidente de Venezuela. A una altitud promedio de 1.981 m s. n. m., el Cerro de Marilonza es una de las montañas más altas en Portuguesa.

## Ubicación
El Cerro de Marilonza es el punto más elevado de la Fila Los Pozuelos que es extensión norte de la Fila San Cristóbal. El Cerro de Marilonza se sitúa en un punto donde la fila Los Pozuelos hace giro hacia el oeste luego de su travesía de sur a norte. Estas montañas se ubican en un punto donde hacen vértice el parque nacional El Guache y el parque nacional Yacambú en sus extremos sur.

## Geología
La Fila Los Pozuelos, que hace cumbre en el Cerro de Marilonza, se encuentra en el extremo sur de una formación geológica que parte por el sur del estado Lara, pasa por Ospino y llega a la carretera Acarigua-Barquisimeto al este, conocida como Formación «El Pegón» o «Guamacire». La zona posee una geología que consiste esencialmente en gravas con frecuentes peñones y guijarros de cuarzo blanco, ftanita y arenisca, interestratificadas con capas de arenas arcillosas, friables, de color que va de marrón claro a gris azuloso.